# Institut français de mécanique avancée
L’Institut français de mécanique avancée (IFMA) est un établissement public d’enseignement supérieur et de recherche ayant existé entre 1991 et 2015 et habilité à délivrer un diplôme d’ingénieur.
Il a fusionné avec l'école nationale supérieure de chimie de Clermont-Ferrand (ENSCCF) pour former l’école d'ingénieurs SIGMA Clermont.
Il était situé à Aubière, à côté de Clermont-Ferrand dans le département Puy-de-Dôme.

## Historique
L’institut français de mécanique avancée est créé en 1991 à Aubière sous la forme juridique d’un établissement public à caractère administratif (EPA) .
En 2003, l'école met en place un diplôme d'ingénieur par alternance. Elle devient également l'un des membres fondateurs du pôle de recherche et d'enseignement supérieur (PRES) Clermont Université .
En 2010, l'IFMA s'associe au groupe des écoles des Mines. Deux ans plus tard, il obtient la certification ISO 9001 sur l'ensemble de son processus et accède aux responsabilités et compétences Élargies (RCE). L'année suivante, il crée son comité développement durable et responsabilité sociétale, et devient membre de l'alliance des grandes écoles Rhône-Alpes (AGERA).
Au 1er janvier 2016, l’école fusionne avec l’école nationale supérieure de chimie de Clermont-Ferrand (ENSCCF) pour former l’école d'ingénieurs SIGMA Clermont .

## Formations

### Diplôme d'ingénieur
L’IFMA proposait une formation d’ingénieurs habilitée par le ministère de l’enseignement supérieur et de la recherche après l’avis de la commission des titres d'ingénieur (CTI) .
La plupart des étudiants étaient issus de classes préparatoires aux grandes écoles  (MP, PSI, PT, TSI ou ATS) et passaient donc le concours IFMA, mais l'école recrutait également des étudiants provenant de licence 2 (ex-DEUG), licence 3, master 1 (ex-maîtrise) diplôme universitaire de technologie (DUT) ou brevet de technicien supérieur (BTS) dans le domaine de la mécanique ou du génie industriel .
L'école délivrait plusieurs types de diplômes d'ingénieur : par formation initiale (ou classique) , par formation par alternance (avec l'ITII Auvergne) , par formation continue  et par validation des acquis de l'expérience (VAE) .
La formation initiale consistait en une formation en tronc commun la première année puis une séparation en trois différents pôles pour les deux autres années  :
- Le pôle machines, mécanique et systèmes (MMS) : orienté vers les mécanismes innovants, les procédés de fabrication et la commande de mécanismes complexes.
- Le pôle structure et mécanique des matériaux (St2M) : orienté vers la conception des structures, la fiabilité, la caractérisation et l'utilisation des matériaux.
- Le pôle systèmes industriels et logistiques (SIL) : orienté vers la conception et la conduite de systèmes industriels ainsi que l'organisation et le pilotage de la production.

L'école permettait à ses élèves d'effectuer trois stages en entreprise : un de quatre mois en première année, un de cinq mois en deuxième année et le projet de fin d'études en six mois. Il était possible de réaliser les stages de plus de cinq mois à l'étranger .
Par ailleurs, les élèves pouvaient aussi partir dans une université étrangère partenaire pendant un semestre (Europe (Erasmus), Amérique du Nord, Asie, Australie) . Il était également possible d'effectuer une année de césure à l'étranger : six mois de stage en laboratoire de recherche en université et six mois de stage en entreprise. De février 2011 à février 2012, 125 élèves-ingénieurs étaient en année internationale .
En partenariat avec l'École supérieure de commerce de Clermont, l'IFMA permettait à ses étudiants d'obtenir un double-diplôme ingénieur-management .
Aujourd'hui, l’école d'ingénieurs SIGMA Clermont propose les mêmes formations que l'IFMA, dans les locaux de celui-ci.

### Masters
L'IFMA proposait une série de double-diplômes, en partenariat avec différentes écoles , :
- Master mécanique, matériaux, structures, fiabilité avec l’Université Clermont-Ferrand-II.
- Master robotique avec l’Université Clermont-Ferrand-II.
- Master modèles, systèmes, imagerie avec l’Université Clermont-Ferrand-II.
- Master de recherche en génie industriel avec l'école des mines de Saint-Étienne.
- Master logistique avec l'université d'Auvergne.
- Master administration des entreprises avec l'université d'Auvergne.
- Maîtrise en ingénierie à l'université du Québec à Chicoutimi au Canada.
- Maîtrise en gestion des organisations à l'université du Québec à Chicoutimi au Canada.

## Recherche
Les travaux de recherches menés par l’IFMA se faisaient dans trois laboratoires  :
- Le laboratoire de mécanique et ingénieries (LaMI) (EA 3867).
- Le laboratoire d’informatique, de modélisation et d’optimisation des systèmes (UMR CNRS 6158 avec l’université Clermont-Ferrand-I, l’université Clermont-Ferrand-II et l’Institut supérieur d'informatique, de modélisation et de leurs applications).
- Le laboratoire des sciences et matériaux pour l’électronique et d’automatique (UMR CNRS 6602 avec l’université Clermont-Ferrand-II).

## Vie étudiante
L'IFMA regroupait plus de trente associations et clubs , :
- Le bureau des élèves (BDE).
- Le bureau des sports (BDS).
- Le « FizZ » (le foyer de l'IFMA).
- Clubs de sport : IFMAluge, AIR (riders), IFMAtelot (voile), IFMAnature (randonnée, escalade), IFMA dance, Équipes de rugby, de foot, de volley-ball, de handball, de basket, d'aviron...
- Clubs mécaniques : Mécation (véhicules de collection), IFMAkart, IFMArobotik, IFMAtechnologies, IFMAviator, IFMA éco challenge, team IRS (automobiles), TIM (deux roues).
- Associations humanitaires : Téléthon, EDELI (Junior-Entreprise), ACTIS (vulgarisation scientifique), SOUC (voyage humanitaire), Maroc'Ailes (4L Trophy), International Team (accueil étudiants étrangers).
- Clubs d'art : cours des miracles (théâtre), IFMAlt (dégustation de bière), Gorilla (création de vêtements Ifmaliens), IFM'As de pique, Nunchak'art (dessin), SICom (vidéos), IFMAzik (musique), Macaque déchaîné (journal).
- Clubs d'organisation : Gala, Remise Des Diplômes, A2I (associations des ingénieurs de l'IFMA).

## Anciens élèves célèbres
- Romain Charles (promotion 2004) - Ingénieur Qualité et Ingénieur de bord, a participé avec succès au programme expérimental russe Mars 500 qui vise à simuler sur Terre le voyage aller et retour d'un équipage vers la planète Mars entre juin 2010 et novembre 2011.